# طوابع الإيرادات في البحرين

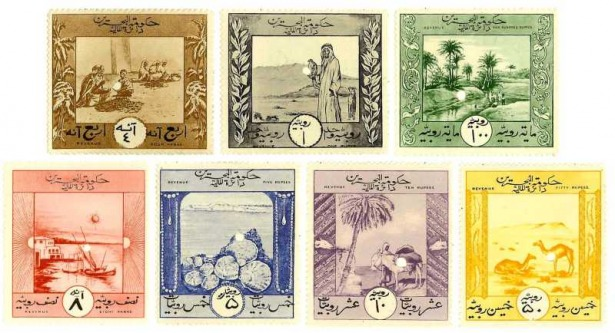
طوابع الإيرادات في البحرين عام 1924

صدرت طوابع لأول مرة في البحرين عام 1924م. استخدمت طوابع الإيرادات الهندية على الوثائق. استخدمت طوابع الإيرادات في وثائق السجل العقاري وتصاريح السائقين.

## السلسلة الأولى (1924-1950)
السلسلة الأولى تتألف من سبعة قيم من 4 آنات إلى 100 روبية وطبعت من قبل شركة ووترلو وأولاده المحدودة في بريطانيا العظمى. وهناك عدد من الأصناف الموجودة بما في ذلك طوابع مخرومة ومرتقة ومشطورة. تعتبر هذه الطوابع نادرة جدا ومعظم النسخ الموجودة هي عينات. في حوالي عام 1950 حل الطابع بقيمة روبية واحدة مكان الروبيتين وهذا هو أندر الطوابع من هذه السلسلة.

## الإصدارات اللاحقة (1953 -)

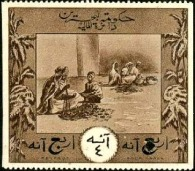
طوابع الإيرادات في البحرين عام 1924

صدرت طوابع الإيرادات التالية بعد السلسلة الأولى في عام 1953 وكانت هذه الطوابع على غرار الطوابع البريدية المعاصرة ولكن مع كلمة الإيرادات مضافة في التصميم. بعد أربع سنوات في عام 1957 تم إعادة الإصدار القيم المنخفض من هذه المجموعة في العملة الجديدة بيزة وبألوان جديدة. في عام 1961 صدرت مجموعة من قيمتين على غرار التصاميم السابقة ولكن مع شعار نبالة البحرين بدلا من صورة الشيخ. وهذه المطبوعة محليا على عكس الإصدارين السابقين اللذين تم طباعتهما من قبل شركة دي لا رو. في عام 1961 صدرت أيضا مجموعة أخرى وأعيد إصداره في بالفلوس والدنانير في عام 1966. صدرت مجموعة جديدة في التصميم بين عامي 1971 و1988 مع صورة للشيخ ومعطف من الأسلحة. صدرت مجموعة نهائية في عام 1992.

## الأوراق المختومة
كانت مجموعة متنوعة من ختم أوراق طوابع الإيرادات متاحة منذ عام 1930.

## إصدارات أخرى
طوابع بقيمة 100 فلس و500 فلس كانت موجودة ما بين 1966 و1971 موشوحة باللغة العربية ضريبة الحرب وكانت تستخدم لدفع الضريبة الإضافية المطبقة في جمارك البحرين. في عام 2002 صدرت طوابع بمسمى رسوم مغادرة المطار منقوشة ومنقحة.